# Marta Roure i Besolí
Marta Roure i Besolí (Andorra la Vella, 16 de gener de 1981) és una cantant i actriu andorrana que va portar per primera vegada la seva llengua materna al Festival de la Cançó d'Eurovisió l'any 2004, celebrat a Istanbul, Turquia, amb la cançó Jugarem a estimar-nos, de Jofre Bardagí, i en representació d'Andorra.

## Biografia
Marta Roure va néixer a Andorra la Vella el 16 de gener de 1981 i sent passió per la música des de molt petita. Neta del compositor de sardanes Joan Roure i Jané i filla del trompetista Jordi Roure i Torra, va estudiar solfeig i piano al Conservatori de Música d'Andorra. Va fer guitarra i cant al Taller de Músics de Lleida i estudis de teatre musical a l'escola Youkali de Barcelona, i Art Dramàtic al Col·legi de Teatre de la mateixa ciutat.
Va treballar com a tècnica de salut a Andorra la Vella però durant dinou anys se la pot relacionar amb la dansa, i la gimnàstica rítmica. Ha estat sota la direcció de diferents dramaturgs, i ha col·laborat en premsa escrita i en la Radio Principat i Radio Estel.
El 20 de desembre de 2003 va ser escollida primer a través del programa Eurocàsting d'Andorra Televisió, amb el duet Bis a Bis, per participar en el programa 12 Punts produït per El Terrat i emès a Andorra Televisió i TV3. En aquest programa es triava qui representaria Andorra Televisió al Festival d'Eurovisió 2004 i Marta Roure va ser-ne la guanyadora. Després d'actuar en la semifinal d'Eurovisió d'Istanbul, el 2004, va obtenir 12 punts atorgats pel televot espanyol.
Després de vint anys de la seva participació en el Festival d'Eurovisió, Marta Roure torna als estudis de gravació amb la publicació d'un nou single Vivim sempre junts, versió en català de l'èxit Vivimos siempre juntos de Nacho Cano. Durant el mateix any publica Rèquiem #EnVena, una creació seva, juntament amb el productor Jan Buxeda.
L'any 2025 publica en francès "L'âme d'un enfant blessé", una cançó dedicada al seu pare que va morir l'agost del 2024.